# Brændkjær Sogn
Brændkjær Sogn er et sogn i Kolding Provsti (Haderslev Stift).
Brændkjærkirkens 1. etape blev indviet i 1965, og Brændkjær Sogn blev i 1966 udskilt fra Kristkirkens Sogn. Det lå i Kolding købstad, som geografisk hørte til Brusk Herred i Vejle Amt. Ved kommunalreformen i 1970 blev købstaden kernen i Kolding Kommune.